# 176e méridien est
En géographie, le 176e méridien est est le méridien joignant les points de la surface de la Terre dont la longitude est égale à 176° est.

## Géographie

### Dimensions
Comme tous les autres méridiens, la longueur du 176e méridien correspond à une demi-circonférence terrestre, soit 20 003,932 km. Au niveau de l'équateur, il est distant du méridien de Greenwich de 19 592 km,.
Avec le 4e méridien ouest, il forme un grand cercle passant par les pôles géographiques terrestres.

### Régions traversées
En commençant par le pôle Nord et descendant vers le sud au pôle Sud, Le 176e méridien est passe par:
| Coordonnées           | Pays, territoire ou mer  | Notes |
| --------------------- | ------------------------ | --- |
| 90° 00′ N, 176° 00′ E | Océan Arctique           | |
| 72° 29′ N, 176° 00′ E | Mer de Sibérie orientale | |
| 69° 52′ N, 176° 00′ E | Russie                   | Tchoukotka |
| 62° 15′ N, 176° 00′ E | Mer de Bering            | Passe juste à l'est de l'Île Buldir, Alaska, États-Unis (at 52° 21′ N, 175° 58′ E)                                                             |
| 52° 20′ N, 176° 00′ E | Océan Pacifique          | |
| 1° 20′ S, 176° 00′ E  | Kiribati                 | Atoll Beru |
| 1° 22′ S, 176° 00′ E  | Océan Pacifique          | Passe juste à l'est de l'île Tamana, Kiribati (à 2° 31′ S, 175° 59′ E) Passe juste à l'est de l'atoll Nanumea, Tuvalu (à 5° 39′ S, 176° 04′ E) |
| 37° 29′ S, 176° 00′ E | Nouvelle-Zélande         | Île Matakana et Île du Nord — passe par le plus grand lac du pays, le Lac Taupo (à 38° 45′ S, 176° 00′ E)                                      |
| 41° 10′ S, 176° 00′ E | Océan Pacifique          | |
| 60° 00′ S, 176° 00′ E | Océan Austral            | |
| 77° 43′ S, 176° 00′ E | Antarctique              | Dépendance de Ross, Liste des territoires revendiqués par la Nouvelle-Zélande                                                                  |